# Pickensville (Alabama)
Pickensville es un pueblo ubicado en el condado de Pickens en el estado estadounidense de Alabama. En el censo de 2000, su población era de 662.

## Demografía
En el 2000 la renta per cápita promedia del hogar era de $ 25.357$, y el ingreso promedio para una familia era de 28.036$. El ingreso per cápita para la localidad era de 15.575$. Los hombres tenían un ingreso per cápita de 25.625$ contra 22.955$ para las mujeres.

## Geografía
Pickensville está situado en 33°13′50″N 88°16′21″O / 33.23056, -88.27250 (33.230693, -88.272554)
Según la Oficina del Censo de los EE. UU., la ciudad tiene un área total de 10.03 millas cuadradas (25.97 km²).